# Rue Chapon (Paris)
Pour les articles homonymes, voir Rue Chapon.
La rue Chapon est une rue du 3e arrondissement de Paris, à la limite nord-ouest du quartier du Marais.

## Situation et accès
Cette rue prend naissance au 115 de la rue du Temple, croise la rue Beaubourg, et se termine à hauteur du 238 de la rue Saint-Martin. Au-delà de la rue Saint-Martin, la rue est prolongée par le passage de l'Ancre.
Ce site est desservi par la station de métro Arts et Métiers.
Au no 10, elle permet d'accéder au passage des Gravilliers.

## Origine du nom

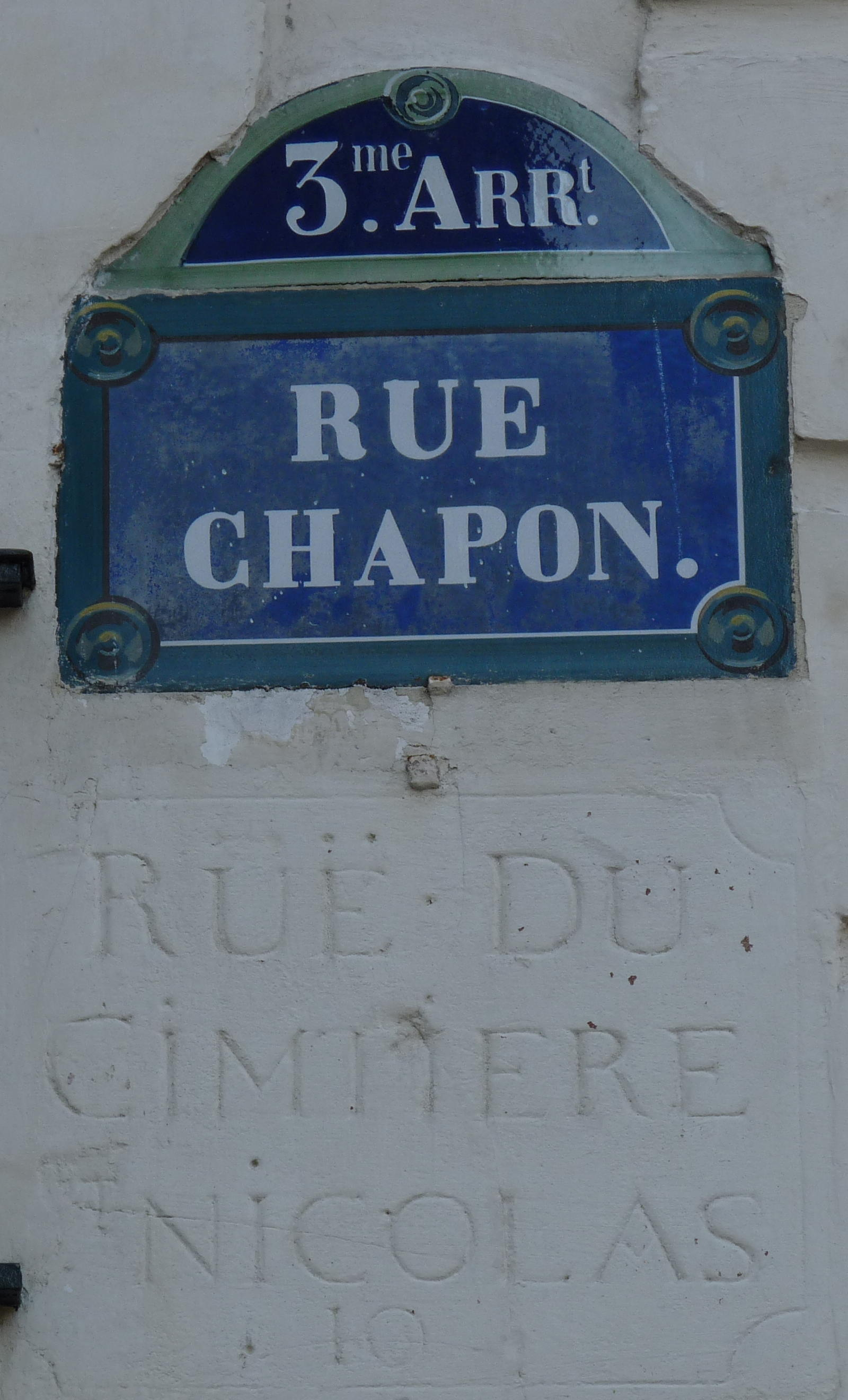
Plaque de rue sous laquelle apparaît l'ancienne dénomination « rue du cimetière Saint-Nicolas ».

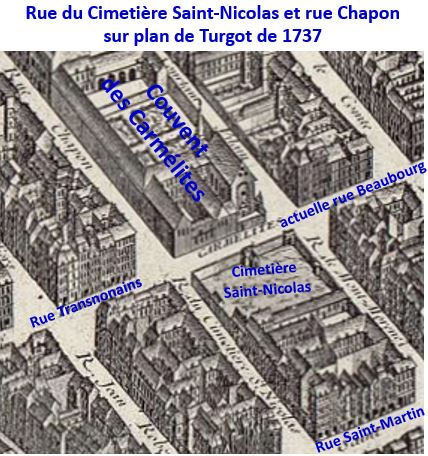
Rue Chapon en 1737.

Elle tient son appellation du nom d'un de ses habitants, Robert Begon dit Capon, du nom de la rue au XIIIe siècle, vicus Roberti Begonis, sive Caponis. Le surnommé Capon était un Lombard de la « Compagnie des Ciapponi ». Sous le règne de Philippe IV le Bel, « capon » devient un terme de mépris et désigne un membre de la communauté juive,.

## Historique
La rue fait partie des voies tracées lors de la création du Bourg Saint-Martin-des-Champs au début du XIIIe siècle.
Le tronçon entre la rue Beaubourg et la rue Saint-Martin se nommait « rue du cimetière Saint-Nicolas », en raison du cimetière de ce nom, supprimé à la fin du XVIIIe siècle, qui se trouvait du côté sud de la rue.
Sous le règne de Louis IX, la rue fait partie des voies réservées à la prostitution bien qu’elle longe, côté impair l’hôtel de l’archevêque de Reims.
La partie de la rue entre la rue du Temple et la rue Beaubourg actuelle était, en 1293, connue sous le nom « Robert-Bégon », « Béguon », ou « Capon ».
Les carmélites ont fondé en 1617 leur deuxième couvent dans cette rue. Le couvent des Carmélites qui occupait un terrain entre les rues de Chapon, de Montmorency et Transnonain, fut supprimé en 1790.
Le 18 février 1851, une décision ministérielle réunit la rue du Cimetière Saint-Nicolas-des-Champs à la rue Chapon, qui était alors située entre la rue du Temple et la rue Transnonain.
Le 2 septembre 1914, durant la première Guerre mondiale, la rue Chapon est bombardée par un raid effectué par des avions allemands.

## Bâtiments remarquables et lieux de mémoire

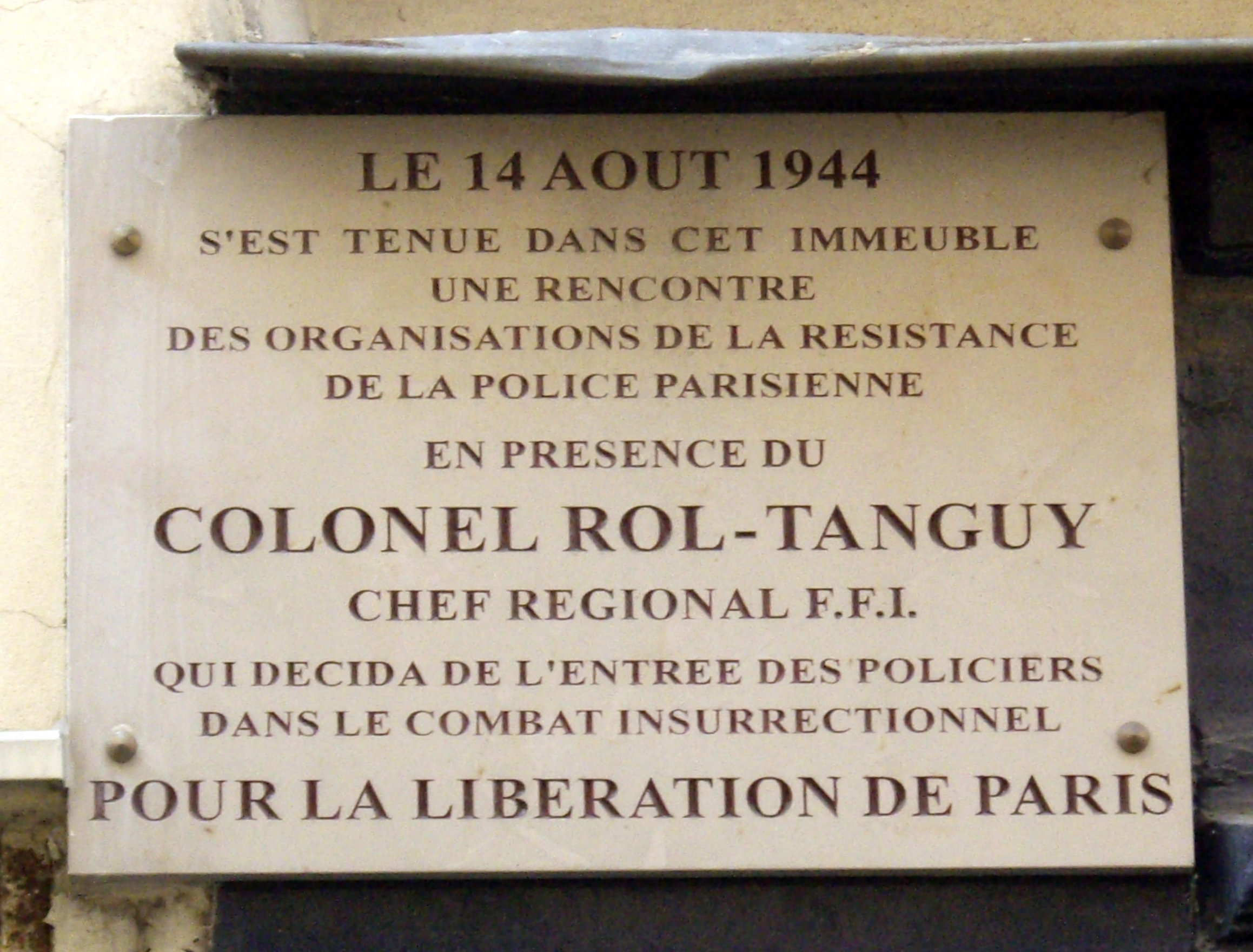
Plaque au no 48.

- La rue possède un faux numéro 1 bis : en 2006, en effet, une fausse façade dotée d'une porte et d'une plaque a été installée par Julien Berthier, un artiste contemporain, sur un mur en décrochement d'alignement. Cette façade insolite était encore présente en 2011[7].
- No 4 : Hôtel Passart[8], construit en 1619-1620 par l'architecte Gabriel Soulignac pour Claude Passart, d'abord simple "bourgeois de Paris", trésorier du duc de Guise, mais anobli par la "savonnette à vilain" en devenant notaire et secrétaire du roi Louis XIII. Le décorateur Juan Pablo Molyneux qui a réaménagé plusieurs pièces y demeure. L'hôtel avait abrité en 1930, dans un appartement. Le siège de l'entreprise Cléopâtre, connue pour son célèbre pot de colle à l'odeur d'amande appréciée des écoliers, y était établi. Cette entreprise est transférée, en 1959, au 153 bis, rue Pelleport, toujours à Paris, puis déménage, en 1971, à Ballan-Miré en Indre-et-Loire).
- No 13 : emplacement du couvent des Carmélites , précédemment hôtel de l’archevêque de Reims[1].
- Modèle:Nnuméro avec majuscule17 : ici se trouvait l'affaire de gravure de Charles Brennus (1859-1943), graveur du bouclier qui porte son nom : le bouclier de Brennus.
- No 18 : domicile de l'écrivain Pierre Pachet, de 1977 à 2016.
- Alain Minc y a passé son enfance[9].
- No 20 : le peintre hyperréaliste italien Paolo Intini (1921-2014) y vécut.
- No 22 : Hôtel Dorat avec un portail surmonté de sculptures de sphinge. Celui-ci, construit en demi-lune et en retrait de l’alignement, facilitait les manœuvres des attelages[10].

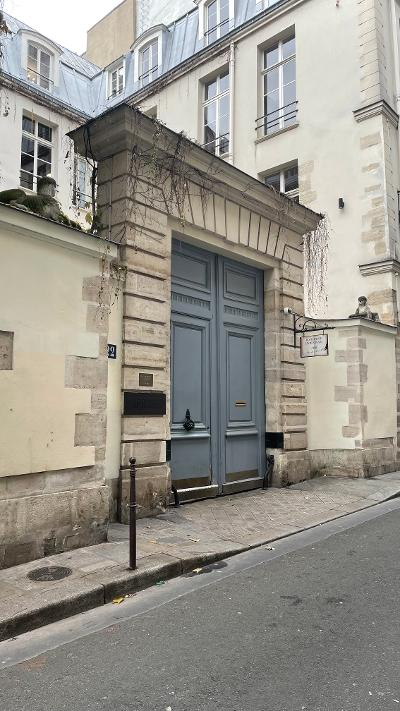
No 22, portail.

- No 27 : emplacement de l'entrée de l'ancien cimetière de l'église Saint-Nicolas-des-Champs[11].
- No 48 : une plaque commémorative indique : « Le 14 août 1944 s'est tenue dans cet immeuble une rencontre des organisations de la résistance de la police parisienne en présence du colonel Rol-Tanguy, chef régional FFI, qui décida de l'entrée des policiers dans le combat insurrectionnel pour la libération de Paris ».

## Pour approfondir